# John McGuire
John McGuire, né le 24 août 1968 à Richmond, est un homme politique américain. Membre du Parti républicain, il est élu de Virginie à la Chambre des représentants des États-Unis depuis 2025.

## Biographie
Candidat contre le sortant Bob Good lors de la primaire républicaine du 18 juin 2024 pour le 5e district de Virginie à la Chambre des représentants, il l'emporte de peu avec le soutien de Donald Trump. Le 5 novembre suivant, il est élu représentant en obtenant 57,3 % des voix face à la démocrate Gloria Witt.